# 崔芃
崔芃（8世纪—819年），唐朝官员。
官吏部郎中。曾出使浙西、浙东。累官常州刺史。元和六年（811年）八月调任洪州刺史、江西观察使。己卯（819年），卒於江西观察使任上。